# PensionDanmark
PensionDanmark (tidl. Pensionsselskaberne), er et dansk pensionsselskab (livsforsikringsselskab), som blev grundlagt i 1989 og ejes af fagforbund som 3F og arbejdsgiverorganisationer som DI i fællesskab. Administrerende direktør er Peter Stensgaard Mørch som tiltrådte stillingen i august 2024.
PensionDanmark er i dag et af Danmarks største ikke-kommercielle pensionsselskaber. PensionDanmark administrerer overenskomst- og virksomhedsaftalte arbejdsmarkedspensioner, sundhedsordninger og uddannelsesfonde for godt 800.000 medlemmer beskæftiget i 24.000 private og offentlige virksomheder (ultimo 2020). Pensionsordningerne er langt overvejende markedsrenteprodukter uden garanti. Selskabets balance rundede 310 mia. kr. i 2022 . PensionDanmarks medlemmer arbejder blandt andet inden for følgende brancher:
- Bygge- og anlæg
- Transport
- Hotel og restauration
- Rengøring
- Frisørfaget
- Boligselskaber
- Tekstil- og fiskeindustri
- Mejerier
- Gartneri-, land- og skovbrug
- Kommuner og regioner

PensionDanmark har store investeringer i infrastruktur som vindmøller, og var i 2012 med til at stifte Copenhagen Infrastructure Partners (CIP) med tidligere ledende medarbejdere fra Ørsted (tidligere DONG Energy.)

## Profil
PensionDanmark er stiftet og ejet af en række fagforbund og arbejdsgiverforeninger for at administrere de aftaler om pension, som siden starten i 1993 har været en del af overenskomsterne, og som sikrer alle omfattede lønmodtagere ret til pensionsbidrag indbetalt til PensionDanmark. PensionDanmarks opgave er at hjælpe medlemmerne til et godt og langt arbejdsliv og en økonomisk tryg alderdom.
PensionDanmark blev ved IPE Conference and Awards 2020 kåret til årets pensionsselskab i Europa PensionDanmark vandt samme pris i 2012, 2014, 2017 og 2018. I 2014 og igen i 2015 modtog PensionDanmark desuden en Loyalty Award. Prisen blev givet på baggrund af en undersøgelse fra Loyalty Group, der viste, at PensionDanmark har de mest tilfredse og loyale pensionskunder i Danmark.
PensionDanmarks bestyrelse har vedtaget et sæt retningslinjer for ansvarlige investeringer, der tager udgangspunkt i generelt accepterede normer for bl.a. sociale, miljømæssige, og ledelsesmæssige forhold. PensionDanmark investerer ikke i værdipapirer, der er omfattet af sanktioner fra EU og FN og køber ikke aktier eller obligationer i selskaber der har aktiviteter, der strider imod internationale konventioner, tiltrådt af den danske stat. PensionDanmark investerer ikke i selskaber med tobaksproduktion eller med betydelig involvering i kulminedrift eller olieudvinding fra tjæresand. PensionDanmark deltager selv i dialoger med udvalgte selskaber, men den største del udleves gennem PensionDanmarks eksterne samarbejdspartner, Federated Hermes, som sammen med PensionDanmark fastsætter, hvilke virksomheder, der skal være særligt fokus på. Det afgøres blandt andet ud fra selskabernes størrelse samt en risikobaseret vurdering af, hvorvidt selskabernes adfærd inden for en række miljømæssige, sociale og ledelsesmæssige forhold, er i overensstemmelse med aktionærernes interesse.

## Kritik
I løbet af 2017 kom PensionDanmarks investering i Teghut-minen i det nordlige Armenien i offentlighedens søgelys. Det kom frem, at selskabet i flere år profiterede på minen, der forårsagede alvorlige brud på menneskeret og ødelæggelse af miljø. PensionDanmark trak sig ud af mineprojektet samme år, men afviste at lade afkastet fra investeringen gå til lindring og genopbygning af lokalsamfundene omkring minen.

## Sundhedsordninger
Langt de fleste af PensionDanmarks medlemmer er omfattet af PensionDanmark Sundhedsordning. Sundhedsordningen er ikke identisk med private sundhedsforsikringer, idet ordningen generelt fungerer som et supplement til det offentlige sundhedsvæsen og giver adgang til fysiske behandlinger ved en fysioterapeut eller kiropraktor, Hurtig Diagnose, psykologhjælp, telefonisk misbrugsrådgivning, online læge, online psykolog og guidance til sundhedssystemet fra PensionDanmarks sygeplejersker og socialrådgivere. Behandlingerne finder sted via et netværk af over 800 fysioterapi- og kiropraktorklinikker i hele landet. I 2022 blev der gennemført 530.000 tværfaglige behandlinger (kiropraktik og fysioterapi mv.) fordelt på godt 70.000 medlemmer.
I 2012 fandt ph.d.-studerende Morten Saaby Pedersen fra Center for Sundhedsøkonomisk Forskning, Syddansk Universitet (SDU), og lektor Jacob Nielsen Arendt fra KORA, Det Nationale Institut for Kommuner og Regioners Forskning og Analyse, at PensionDanmarks sundhedsordning har en markant effekt på sygefravær. Forskernes studie pegede på, at sundhedsordningen reducerede andelen af lønmodtagere på sygedagpenge med op til 15 pct. Desuden fandt forskerne, at for visse faggrupper – blandt andet elektrikere – bliver det langvarige sygefravær (over tre uger) reduceret med op til 20 procent.

## Efteruddannelse
PensionDanmark administrerer 20 overenskomstaftalte kompetenceudviklingsfonde, som yder tilskud til relevant efteruddannelse. Der er over 4.000 godkendte efteruddannelser knyttet til fondene, og over 12.000 virksomheder og 240.000 medarbejdere er omfattet af fondene. Prognoser fra AE Rådet viser, at der i 2030 vil mangle ca. 99.000 faglærte og samtidig være et overudbud af 110.000, der er ufaglærte eller kun har en gymnasial uddannelse, hvis der ikke sker et markant kompetenceløft. PensionDanmark har i 2019 introduceret et efteruddannelsessite, der giver overblik over efteruddannelsesmuligheder, gennemført uddannelse, erhvervserfaring samt hjælp til at finde relevante kurser. Efteruddannelsessitet trækker data ind fra en række eksterne platforme. En af de helt centrale partnere i den forbindelse er STIL, ”Styrelsen for IT og Læring” under Børne- og Undervisningsministeriet.